# Rivière au Saumon (vattendrag i Kanada, lat 45,68, long -71,44)
Rivière au Saumon är ett vattendrag i Kanada.   Det ligger i provinsen Québec, i den sydöstra delen av landet, 300 km öster om huvudstaden Ottawa.
I omgivningarna runt Rivière au Saumon växer i huvudsak blandskog. Trakten runt Rivière au Saumon är nära nog obefolkad, med mindre än två invånare per kvadratkilometer.